# 프롬마스
프롬마스는 2017년에 결성되어 2019년에 데뷔한 4인조 메탈 밴드다.

## 음반
- Miracle: A Piece Of Dream (2019)
- AIR : A breath of fresh Air (2019)
- Where we from :? (2019)
- 돌아갈 수 없었어 (2020)